# Bulevardul Kneaz Boris I din Varna
„Kneaz Boris I” este un principal bulevard de transport și parțial pietonal al orașului Varna,  care trece printr-o mare parte a orașului în direcția vest-est. Bulevardul pleacă din Piața Independenței și a fost extins constant de-a lungul anilor. Până în 1992, a ajuns condiționat la sfârșitul cartierului „ Ceaika ” sub numele de Bulevardul „Lenin”. De acolo, continuă în mod natural ca un drum cu patru benzi („Strada 1”) până la „ Nisipurile de Aur ”. Prin hotărârea Consiliului Municipal al municipiului Varna nr. 36 din 2011, continuarea bulevardului până în centrul stațiunii Sf. Constantin și Elena a fost redenumit din Strada 1 în Bd. „Kneaz Boris I”. 

## Construcție
Datele din săpăturile arheologice din zona străzii de astăzi ne permit să concluzionam că zidul cetății antice târzii din partea de nord-est a orașului roman Odessos, orientat în direcția est-vest, se încadrează în zona sa. Există date din mormintele săpate, care permit datarea construcției zidului de cetate antic târziu al orașului la sfârșitul secolului al IV-lea - începutul secolului al V-lea  Săpăturile arheologice ale zidului cetății alăturate arată dovezi ale unui apeduct care trece perpendicular prin acesta și alte elemente ale sistemului de alimentare cu apă al orașului antic și medieval târziu. 
Potrivit surselor, în noiembrie 1888 Strada „Țar Boris” este menționată ca fiind una dintre străzile principale ale orașului, începând de la Musalla și terminându-se la piața Cenghene . 
În 1908, strada „6 Septembrie”, care începe în fața Bisericii Sfântul Nicolae, după o străpungere ajunge pe strada Țar Boris. În 1946, cele două străzi au fost unite sub denumirea Bd. „9 Septembrie” în 1958. bulevardul a fost redenumit Blvd. „Lenin”. Construcția bulevardului poate fi împărțită în trei etape. Până în anii treizeci ai secolului al XX-lea a fost construită partea de vest, care ajunge pe Bd. „Tar Osvoboditel”. Aici sunt concentrate toate clădirile care astăzi sunt valori arhitecturale.

## Istoria arhitecturală

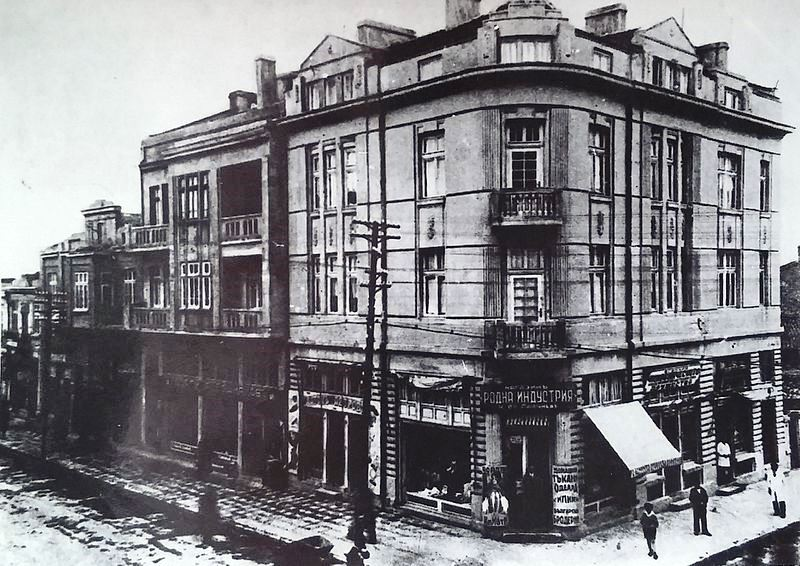
1935 - Restaurant „Morsko oko”, mai târziu „Sevastopol”

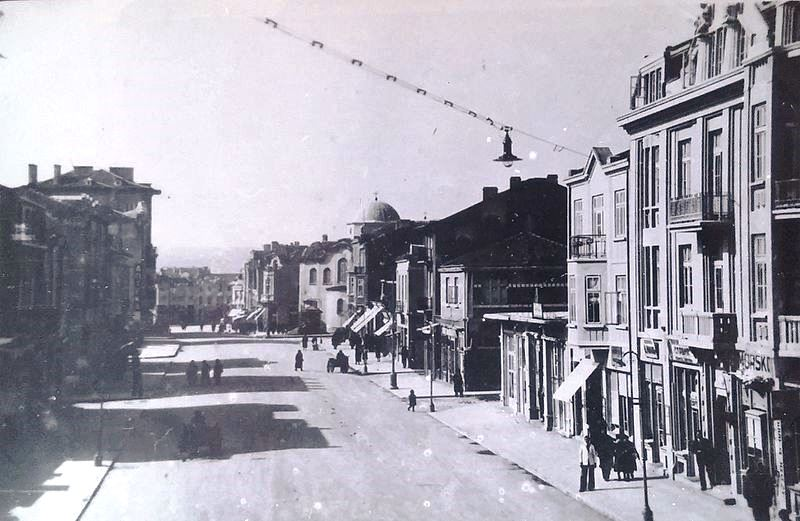
1935 - Fabrica de brânzeturi Sofia și brutăria lui Gheorghi Ianev

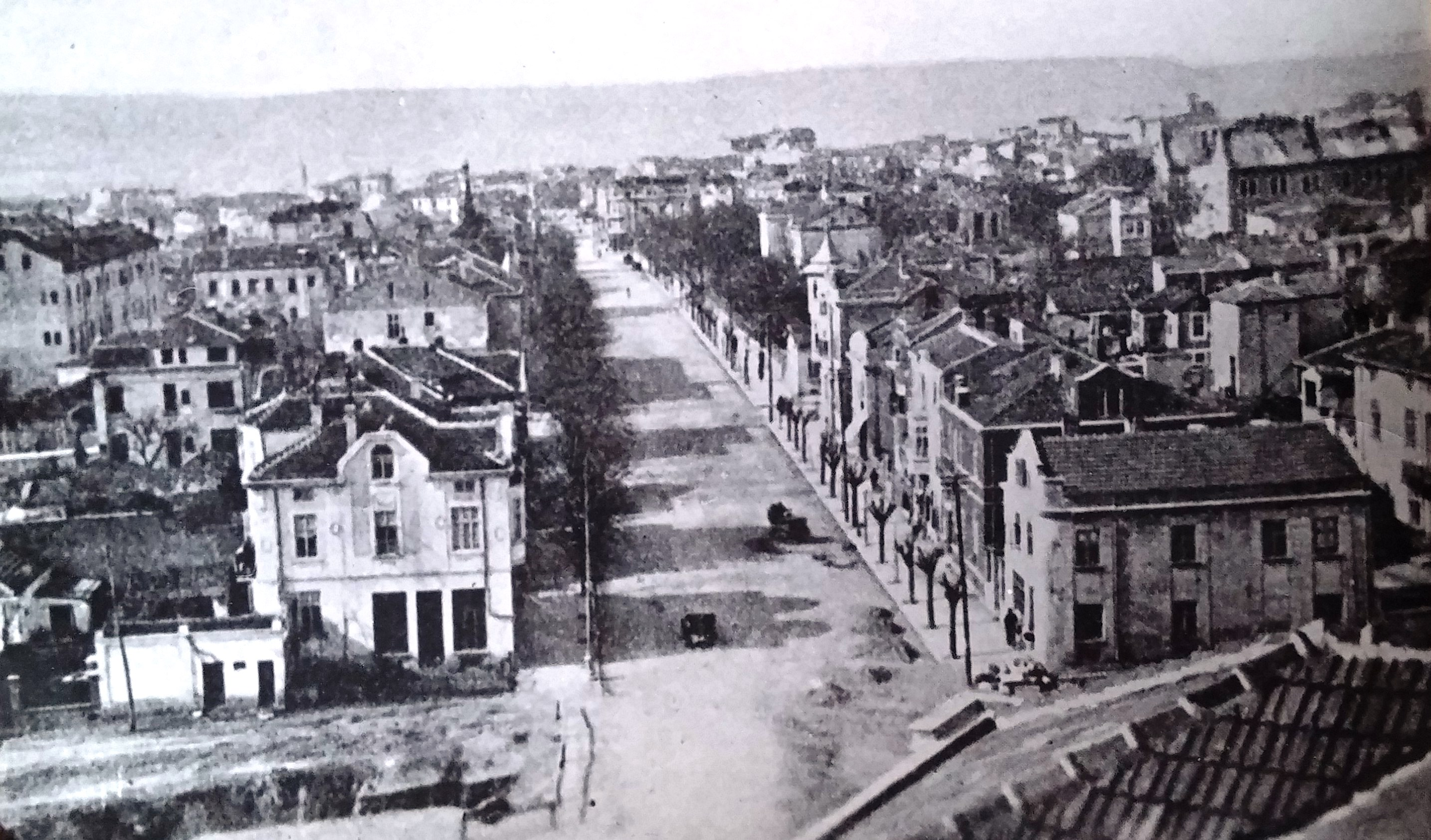
Intersecția cu strada „Kanalna”, 1930

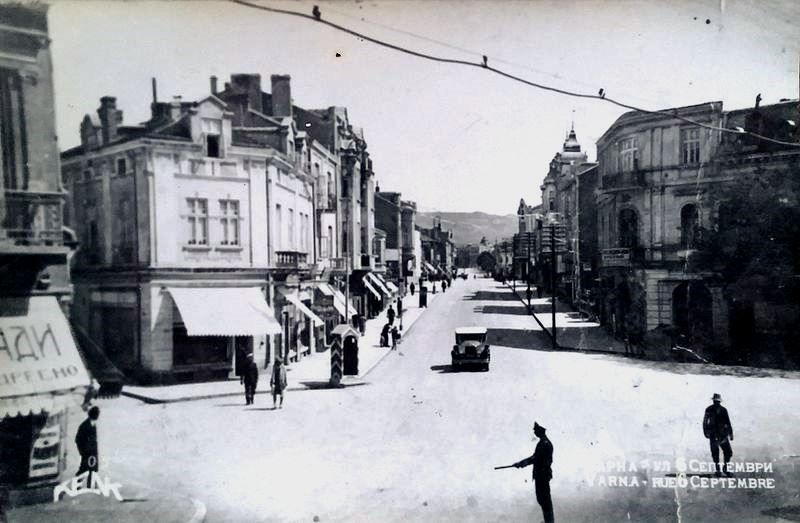
1930 - Magazinul de bomboane al lui Balakcievi - în stânga, la colțul cu strada de astăzi "Voden". În dreapta – clădirea Societății Armene

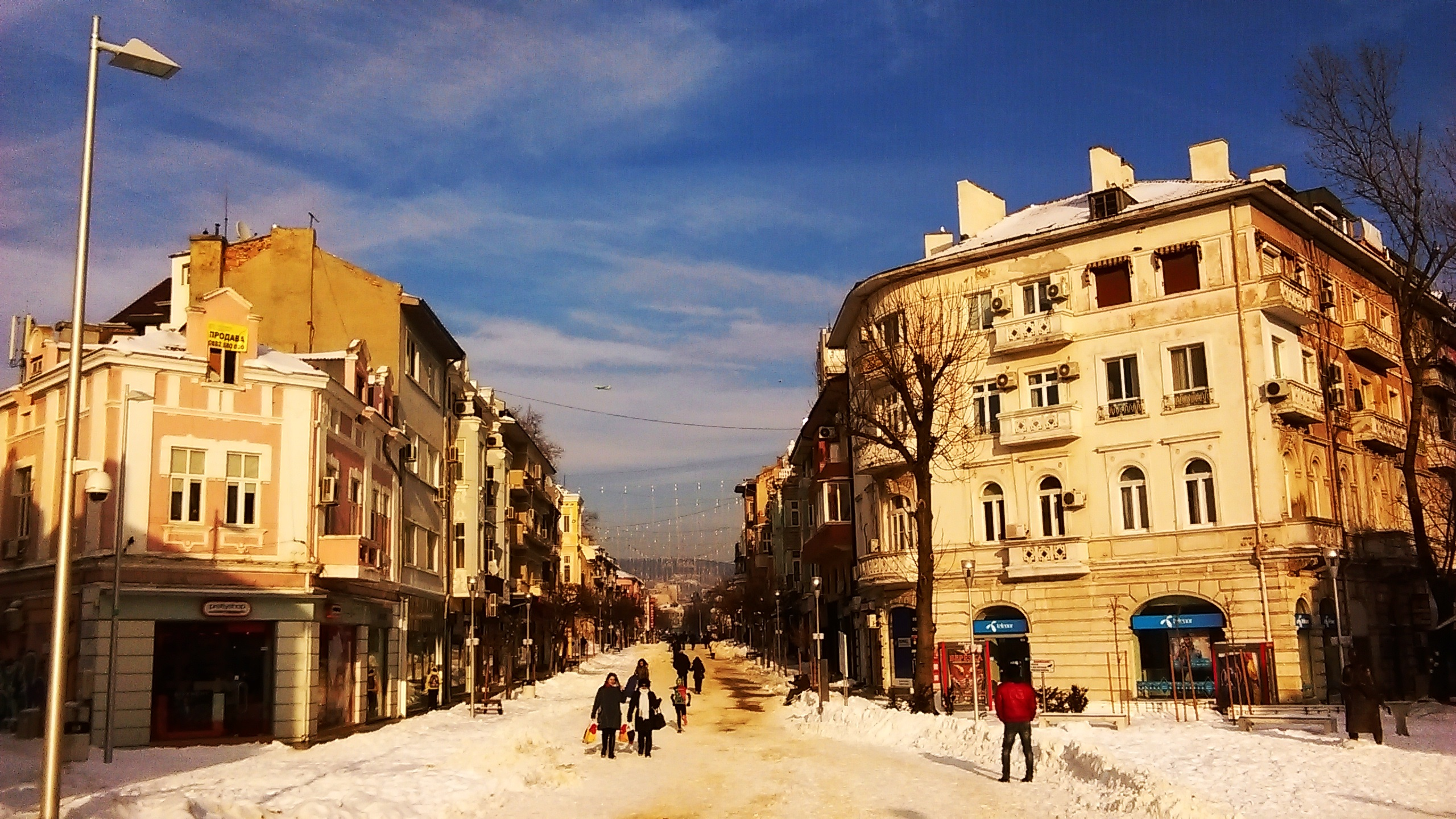
2017 - Varna iarna - intersectia cu str. "Voden"

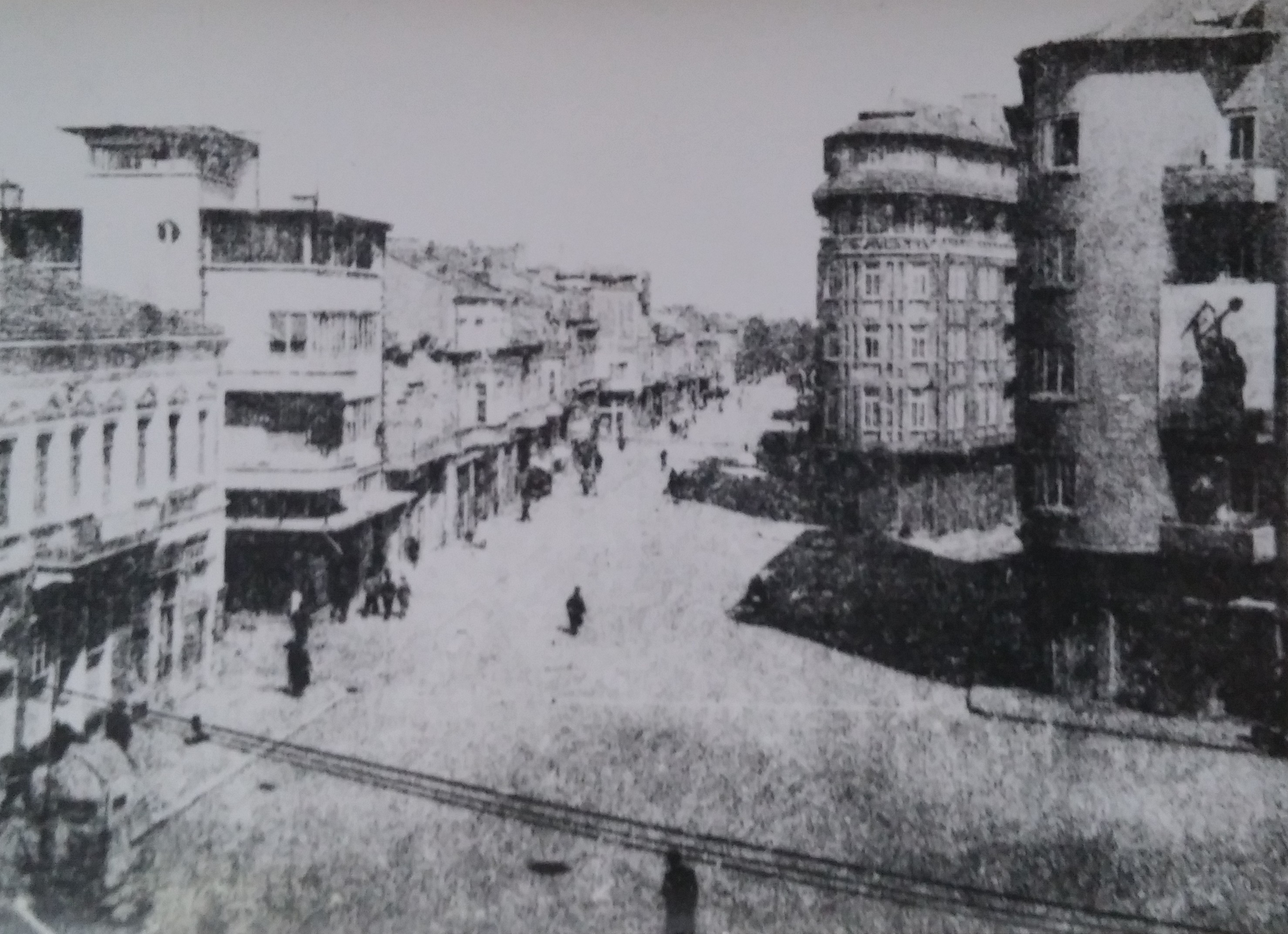
Cofetăria Pcela (stânga) și cafeneaua-hotel London, înainte de 1930

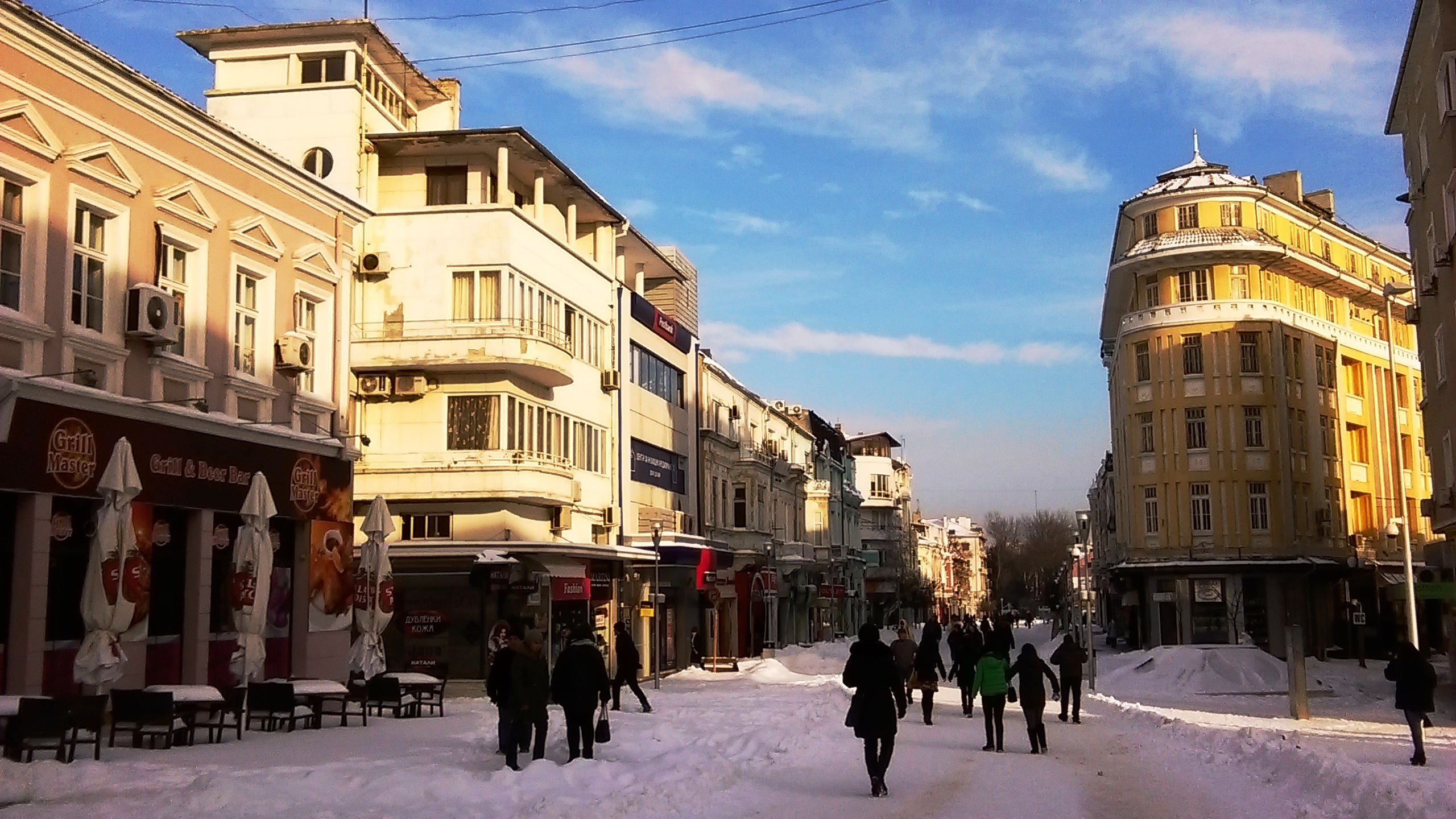
Restaurant (stânga) și hotel, 2017.

Bulevardul „Kneaz Boris I” a fost construit pe baza unei artere mai vechi, mergând în direcția estică, iar cea mai veche treime vestică a sa a fost înființată conform Planului General al Varnei aprobat în 1900 printr-un decret princiar și printr-o hotărâre a Consiliului Municipal din 1897. Potrivit acestor documente, pe străzile principale ar trebui să se construiască clădiri de cel puțin două etaje, iar fațadele să fie prezentabile și cu cornișe aliniate. Astăzi, mai mult de jumătate din aceste clădiri sunt clădiri protejate de valoare arhitecturală. Casa lui Ianni Purioti a fost construită în 1883, destinată locuințelor și unui local de băut, care a fost folosit ulterior de biblioteca din Varna, iar la parter se află o berărie-tunel, o librărie, apoi o patiserie. din lanțul "Pcela". Din 1945 si pana astăzi, la parter funcționează un restaurant, iar istoria clădirilor învecinate din această parte a bulevardului este asemănătoare. Pe locul clădirii de pe „Kneaz Boris I” nr. 10 se afla Fântâna Păsărilor (Kuș ceșme), construită în 1840 și distrusă în 1912. Arhitecți precum Anghel Leonkev și Dabko Dabkov au creat mai multe clădiri situate pe partea pietonală a bulevardului. Printre acestea se numără și casa construită în 1928 de Isak Meshulam, acționar și director al primei fabrici de sticlă din Bulgaria, situată în satul Ghebedje din apropiere. Dabkov a proiectat și marele hotel „London” situat în partea pietonală a bulevardului, păstrat până în zilele noastre.
În perioada 1928 - 1932, procesiunile expozițiilor agricole desfășurate la Varna din regiunea de atunci Șumen, inclusiv raioanele Varna, Ruse și Șumen, au trecut pe bulevard. După 1944, pe bulevard au avut loc manifestații cu ocazia sărbătorilor naționale de 1 mai, 24 mai, 9 septembrie și 7 noiembrie . Partea pietonală a bulevardului este cunoscută printre locuitori sub numele de Ghezmeto (de la cuvântul turcesc Gezme,  – mă duc la plimbare ). Începe din Piața „Independentei” și se termină la Grădina Mării . În 1962, arh. Kamen Goranov a proiectat clădirea Galeriei de Artă permanentă cu sediul Sindicatului Lucrătorilor Culturali de pe B-dul Lenin nr. 65, dar această clădire a fost acum demolată și parcela reconstruită. În 1970, în urma unui concurs internațional pentru construirea unui magazin universal din Varna, pe bulevard au fost demolate șase clădiri cu numărul 12 până la 20.  Șantierul a rămas la punctul zero din 1990, ca rămășițe ale primului zid de cetate și ziduri de piatră monolitice din clădirile antice din Odessos greci și romani.
Din 2005, bulevardele „Kneaz Boris I” și „Slivnița” au fost declarate ca monument cultural de grup cu un sistem de ansambluri cu un regim de conservare specific.